# إطار جاسئ

إطار.

الإطار الجاسئ في الهندسة الإنشائية هو الهيكل المقاوم للأحمال بواسطة عناصر مستوية أو منحنية متصلة غالباً بواصلات جاسئة التي تقاوم تحركات التي نُتجت في مفصلات هذة العناصر. هذة العناصر تقاوم عزوم إنحناء، قوة القص، وأحمال محورية.
الفرضان الشائعان لمعرفة سلوك هذا الإطار هما:
1. كمرات الإطار مسموح لها بالدوران.
2. الزاوية بين عناصره لا تتغير تظل ثابتة عند التحميل.

و إذا تغير أي فرض يسمي هذا الإطار بإطار شبه جاسئ.
يصنف المعهد الأمريكي لتشييد الفولاذ أنواع الإطارات إلي:
- إطار جاسئ.
- إطار بسيط.
- إطار مقيد جزئياً.

مواصفات المعهد لتعريف واصلة جاسئة هي: 
```
          K
s
 = M
s
/θ
s

          where
          M
s
 = moment at service loads, kip-in (N-mm)
          θ
s
 = rotation at service loads, rads
```

حيث Ks هو معامل جساءة الواصلة.
تُقارن الجساءة القاطعية للواصلة مع الجسائة الدورانية للعنصر كما يلي:
إذا كان KsL/EI ≥ 20 تكون الواصلة جاسئة بالكامل، وإذا كانت  KsL/EI ≤ 20 تصبح الواصلة بسيطة يُسمح لها بالدوران من غير حدوث عزوم عندها.